# دولت اتحادیه
دولت اتحادیه که اتحادیه روسیه و بلاروس نیز نامیده می‌شود، سازمانی متشکل از روسیه و بلاروس است که در ۸ دسامبر ۱۹۹۹ بنیان‌گذاری شد.
این اتحادیه در ابتدا با هدف اتحاد هر دو کشور تأسیس شد و در شکل نهایی برنامه‌ریزی‌شده خود به یک کنفدراسیون یا اتحاد سیاسی تبدیل خواهد شد. با این حال هم‌اکنون هر دو کشور استقلال خود را حفظ کرده‌اند. دولت اتحادیه بر اساس پیمان بین‌المللی پیشین میان روسیه و بلاروس در ۲ آوریل ۱۹۹۷ بنا شده است. گرچه این اتحادیه فقط از روسیه و بلاروس تشکیل شده است، سایر کشورها نیز مجاز به پیوستن به آن هستند. این اتحادیه فراملی از طریق شورای عالی دولت و سایر نهادهای حکومتی اداره می‌شود. رئیس‌ کنونی آن الکساندر لوکاشنکو است که از سال ۲۰۰۰ در این منصب قرار دارد.
اهداف کنونی دولت اتحادیه بیشتر بر ادغام اقتصادی متمرکز است. سایر حوزه‌ها و مسائل، مانند ادغام سیاسی، به دلیل وضعیت سیاسی در کشورهای عضو متوقف شد. در مذاکرات انجام‌گرفته در مسکو، کشورهای عضو توافق کردند که ادغام بیشتر ادامه یابد در حالی که برخی مسائل دیگر باید حل شوند. ۲۶–۲۷ نقشه راه ادغام در سطح دولت مورد توافق قرار گرفت. در این مذاکرات بزرگ‌ترین مسئله‌ای که کشورهای عضو را آزار می‌دهد، مشکلات مربوط به مالیات است. گفته می‌شود که کار در زمینه ادغام در مناطق دفاعی و اطلاعاتی به خوبی پیش می‌رود.

## تاریخچه

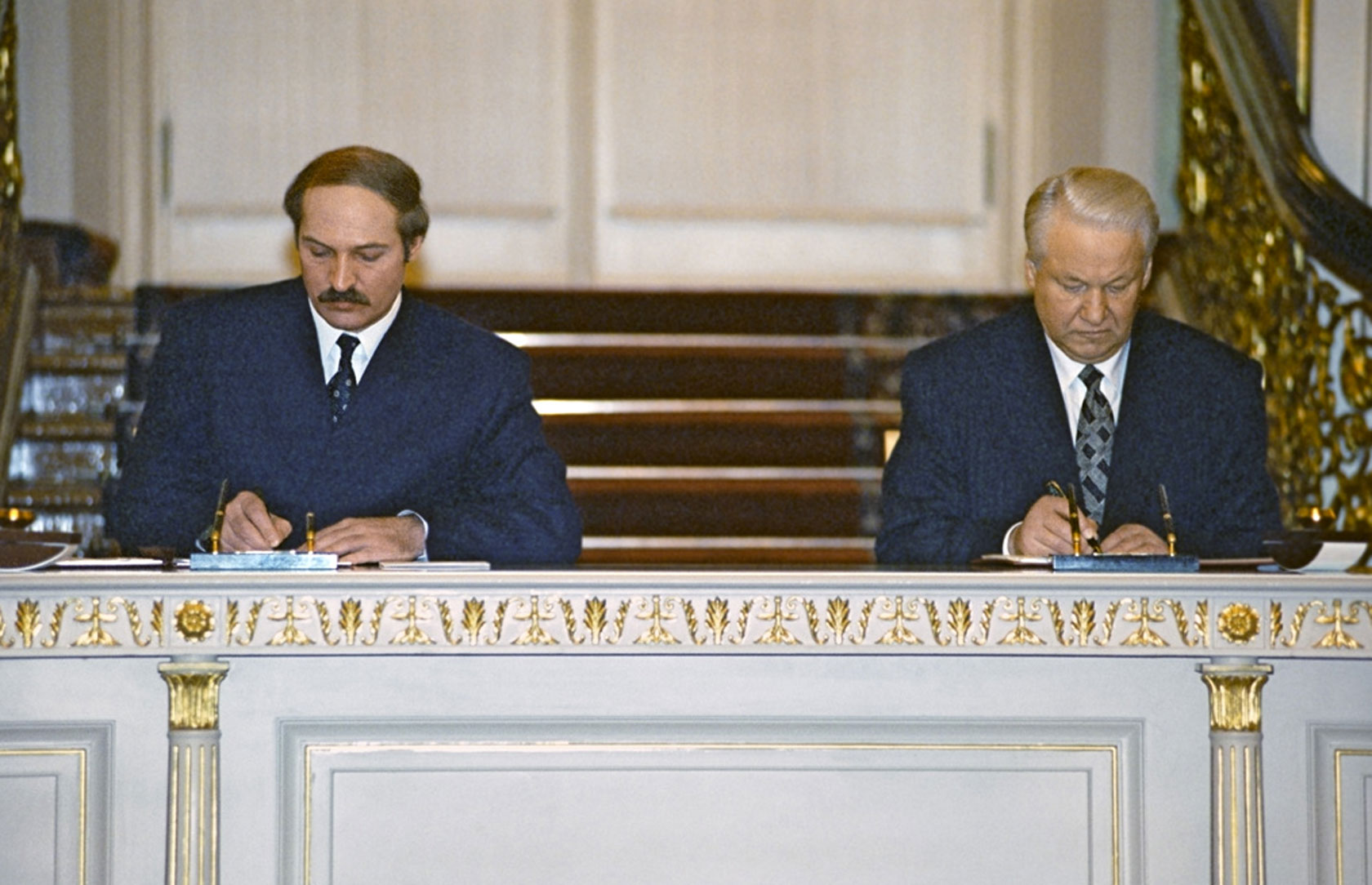
روسای جمهور الکساندر لوکاشنکو و بوریس یلتسین در حال امضای معاهده تأسیس اتحادیه روسیه و بلاروس در کاخ بزرگ کرملین در مسکو، 2 آوریل 1997

جامعه بلاروس و روسیه در 2 آوریل 1996، به دنبال توافقنامه‌های سال 1995 که حضور نظامی روسیه در بلاروس را ایجاد کرد، تأسیس شد.  اساس اتحادیه در 2 آوریل 1997 با امضای "پیمان اتحادیه بین بلاروس و روسیه" تقویت شد و در آن زمان نام آن به اتحادیه بلاروس و روسیه تغییر یافت.
چندین موافقتنامه دیگر در 25 دسامبر 1998 با هدف ایجاد یکپارچگی سیاسی، اقتصادی و اجتماعی بیشتر امضا شد.
با این وجود، ماهیت نهاد سیاسی مبهم باقی ماند.  بوریس یلتسین، رئیس جمهور روسیه، تحت فشار مخالفان سیاسی خود، که برای اتحاد مجدد دو کشور استدلال می کردند، و از سوی الکساندر لوکاشنکو، رئیس جمهور بلاروس، که به دنبال گره زدن اقتصاد بیش از حد ضعیف خود به اقتصاد قوی تر روسیه بود، ایجاد اتحادیه را برای هماهنگ کردن اختلافات سیاسی و اقتصادی بین دو کشور آغاز کرد.  به گفته برخی از ناظران، قصد لوکاشنکو نیز کسب قدرت بزرگ بود و پس از مرگ یلتسین به دلیل محبوبیت کم او، رئیس فدراسیون روسیه و بلاروس آینده شد.  با این حال، پس از استعفای یلتسین، ولادیمیر پوتین در سال 2000 به عنوان جانشین وی به عنوان رئیس جمهور روسیه انتخاب شد.  همچنین راهپیمایی آزادی، اعتراضی در سال 1999 علیه اتحاد در مینسک پایتخت بلاروس برگزار شد.  انتخاب پوتین و راهپیمایی آزادی، لوکاشنکو را مجبور کرد تا برنامه های خود را لغو کند و تعادلی بین استقلال بلاروس و فشار فزاینده پوتین برای ادغام بیشتر دو کشور در کشور اتحادیه حفظ کند.
معاهده ایجاد یک کشور اتحادیه روسیه و بلاروس در 8 دسامبر 1999 امضا شد. هدف این بود که فدراسیونی مانند اتحاد جماهیر شوروی با رئیس دولت، قوه مقننه، پرچم، نشان، سرود، قانون اساسی، ارتش، شهروندی و واحد پول مشترک ایجاد شود.  این اتحادیه در 22 دسامبر 1999 توسط دومای دولتی روسیه و در 26 ژانویه 2000 در مجمع ملی بلاروس تصویب شد. در تاریخ اخیر، معاهده و اتحادیه به اجرا درآمدند.
پس از آن، نورسلطان نظربایف، رئیس جمهور قزاقستان، پیشنهاد مشابهی را در سال 1994 ارائه کرده بود که تشکیل اتحادیه اوراسیا را پیش بینی می کرد، اما این پیشنهاد تا 29 می 2014 با تشکیل اتحادیه اقتصادی اوراسیا به تصویب نرسید.

## زبان
زبان‌های رسمی دولت اتحادیه زبان‌های دولتی کشورهای شرکت کننده است. زبان روسی به عنوان زبان کاری در نهادهای مشترک دولت اتحادیه استفاده می‌شود.

## گسترش
- آبخاز و  اوستیای جنوبی هر دو در حال حاضر دارای وضعیت ناظر در نشست‌های پارلمانی هستند.[۱۶] در بیانیه‌های غیررسمی، نخست‌وزیران جمهوری‌های آبخازیا و اوستیای جنوبی (که تنها توسط روسیه و چند کشور دیگر به رسمیت شناخته شده‌اند) برای پیوستن به اتحادیه و سخنگوی اتحادیه متقابلاً این علاقه را ابراز علاقه کرده‌اند. تا کنون هیچ درخواست رسمی اعلام نشده است.[۱۷] دولت اتحادیه (زرد)، کشورهایی که برای پیوستن به اتحادیه ابراز علاقه کرده‌اند (سبز) و سایر اعضای کشورهای مستقل همسود (صورتی).

دولت اتحادیه (زرد)، کشورهایی که برای پیوستن به اتحادیه ابراز علاقه کرده‌اند (سبز) و سایر اعضای کشورهای مستقل همسود (صورتی).

- قزاقستان ابراز علاقه کرده بود که تا سال ۲۰۱۰ یک اتحادیه گمرکی جداگانه با روسیه و بلاروس تشکیل دهد.[۱۸] این اتحادیه گمرکی طبق برنامه‌ریزی در آغاز سال ۲۰۱۰ تشکیل شد. قزاقستان اشاره کرده است که ممکن است پس از مدتی به دولت اتحادیه بپیوندد.[۱۸]
- قرقیزستان: از ژوئن ۲۰۰۷، مخالفان قرقیزستان که در آشفتگی سیاسی به سر می‌بردند، یک همه‌پرسی سراسری را برای پیوستن به اتحادیه روسیه و بلاروس آغاز کردند.[۱۹]
- مولدووا: ولادیمیر ورونین، رئیس‌جمهور مولداوی، در سال ۲۰۰۱ بلافاصله پس از انتخاب خود اعلام کرد که برنامه‌هایی برای پیوستن مولداوی به اتحادیه روسیه و بلاروس دارد.[۲۰][۲۱] با روی کار آمدن اتحاد برای ادغام اروپا در انتخابات ۲۰۰۹ مولداوی، علاقه این کشور به سوی اتحادیه اروپا سوق داده شده است.
- ترانس‌نیستریا: در همه‌پرسی ترانس‌نیستریا در سال ۲۰۰۶، ۹۷٫۲٪ از مردم به ادغام کشور به‌رسمیت‌شناخته‌نشده ترانس‌نیستریا در روسیه رای موافق دادند که به گفته تحلیلگران این احتمال را دارد که ترانس‌نیستریا به‌طور یکجانبه درخواست پیوستن به اتحادیه را داشته باشد. در بهار ۱۹۹۸ نیز ۶۶٫۵٪ از رای‌دهندگان ترانس‌نیستریا از پیوستن به اتحادیه روسیه و بلاروس در یک همه‌پرسی غیرالزام‌آور توسط دولت ترانس‌نیستریا حمایت کردند.[۲۲] با این حال، از آنجا که این کشور طرف هیچ‌یک از اعضا به رسمیت شناخته نشده است، بعید است در آینده نزدیک این اتفاق رخ دهد.
- اوکراین: ویکتور یانوکویچ، رئیس‌جمهور اوکراین، در پاسخ به گمانه‌زنی‌ها دربارهٔ پیوستن اوکراین به اتحادیه اعلام کرد که اوکراین یک کشور مستقل است و این چیزی نیست که توسط کسی در دولت مورد سؤال قرار گیرد.[۲۳] این موضوع باید در پرتو انقلاب اوکراین و تحولات جنبش یورومیدان که به دنبال ادغام در اتحادیه اروپا است، مورد تجدید نظر قرار گیرد. در دوره تصدی پترو پروشنکو، پنجمین رئیس‌جمهور اوکراین، قانون اساسی اوکراین در سال ۲۰۱۹ اصلاح شد تا روند برگشت اوکراین برای پیوستن به اتحادیه اروپا و ناتو پس از وقایع انقلاب ۲۰۱۴ تقویت شود. در سال ۲۰۲۱، ولودیمیر زلنسکی، ششمین رئیس‌جمهور اوکراین، اظهار داشت که ایجاد «دولت اتحادیه واقعی» میان بلاروس و روسیه یک خطر واقعی برای اوکراین است.[۲۴]
- کنفدراسیون نووروسیه: در دوران مداخله نظامی روسیه در اوکراین در سال ۲۰۱۴، رستم تمیرگالیف معاون نخست‌وزیر جمهوری کریمه ابراز امیدواری کرد که جنوب شرقی اوکراین «فدراسیون اوکراین» را تشکیل داده و به دولت اتحادیه بپیوندد.[۲۵] با این حال فقط کشورهای خودخوانده جمهوری خلق دونتسک و جمهوری خلق لوهانسک از اوکراین جدا شدند و پروژه کنفدراسیون سیاسی نووروسیه در آغاز ۲۰۱۵ به حالت تعلیق درآمد.[۲۶][۲۷][۲۸]
- جمهوری فدرال یوگسلاوی/ صربستان: در سال ۱۹۹۹ مجلس صربستان و مونته‌نگرو رای به پیوست این کشور به اتحادیه داد. تومیسلاو نیکولیچ در سال ۲۰۰۷ در طی یک سخنرانی اظهار داشت که آرزو می‌کند صربستان روابط خود را با دولت اتحادیه تقویت کند و در نهایت به آن ملحق شود.[۲۹] صربستان از آن زمان درخواست عضویت خود را به اتحادیه اروپا ارائه کرده است.